# Stéphane Travert

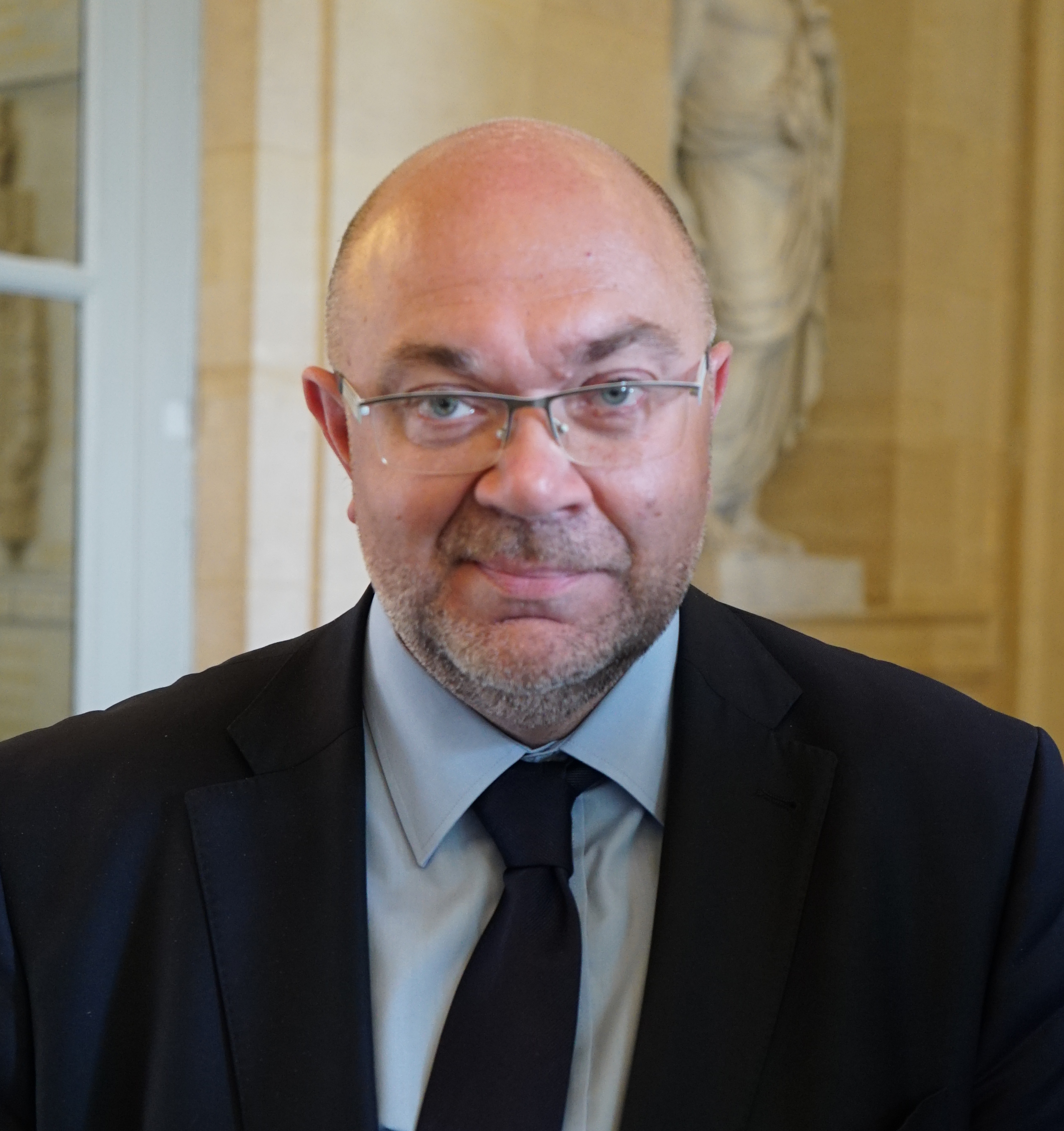
Stéphane Travert

Stéphane Travert (Carentan, 12 oktober 1969) is een Frans politicus.

## Levensloop
Na opgegroeid te zijn in La Haye-du-Puits, studeerde hij rechten en handel.
Beroepshalve begon hij als bediende in een industrieel bedrijf en werd vervolgens kabinetschef van de burgemeester van Caen.
Hij werd lid van de Parti socialiste in 1988. In 2002 werd hij secretaris van zijn plaatselijke sectie, in 2005 van de departementale federatie, waar hij ook voorzitter van werd. Hij werd ook lid van het nationaal bureau van de PS.
Hij werd tot socialistisch parlementslid verkozen bij de wetgevende verkiezingen van 2012. In 2014 voegde hij zich bij het kamp van de socialistische 'frondeurs' of weerspannigen die het vertrouwen weigerden aan de regering van Manuel Valls.
Wanneer Emmanuel Macron minister werd, sloot Travert zich bij hem aan. Hij verliet de Parti socialiste en werd in oktober 2016 een van de afgevaardigden van de beweging En Marche.
Bij de wetgevende verkiezingen van juni 2017 werd hij opnieuw verkozen, ditmaal onder de vlag van La République en marche !
Op 21 juni 2017 werd hij benoemd tot minister van Landbouw en Voeding in de regering-Philippe II.